# Johann Jakob Frei
Johann Jakob Frei (* 9. August 1789 in Degersheim; † 16. April 1852 in Trogen; heimatberechtigt in Hemberg, ab 1807 in Herisau) war ein Schweizer Pfarrer aus dem Kanton Appenzell Ausserrhoden.

## Leben
Johann Jakob Frei war ein Sohn von Johann Jakob Frey, Pfarrer, und Anna Elisabeth Steiger. 1807 heiratete er Johanna Schefer, Tochter des Johann Hermann Schefer, Landesfähnrich. 
Von 1806 bis 1807 studierte er Theologie an der Universität Basel. Von 1807 bis 1824 arbeitete er als Pfarrer in Schönengrund und von 1824 bis 1852 in Trogen. Von 1825 bis 1852 amtierte er als Eherichter. Von 1830 bis 1852 versah er das Amt des Dekans der Ausserrhoder Staatskirche. Von 1847 bis 1852 war er Mitglied des theologischen Examinationskollegiums. Er war ein wichtiger Mitarbeiter der Appenzeller Zeitung in den Anfangsjahren. 1833 arbeitete er als deren interimistischer Redaktor. Von 1833 bis 1847 war er Redaktor des Appenzellischen Monatsblatts. Unter seiner Leitung publizierte dieses vor allem
historische Arbeiten und chronikalische Rückblicke.
Frei engagierte sich stark im Erziehungs- und Armenwesen sowie in gemeinnützigen Gesellschaften. Ab 1824 bis 1852 sass er in der Landesschulkommission. Von 1825 bis 1852 war er in der Aufsichtskommission der Kantonsschule, ab 1839 als deren Präsident. Ab 1813 fungierte er als Mitglied der Schweizerischen Gemeinnützigen
Gesellschaft; 1823 und 1835 stand er dieser als Vizepräsident vor. Im Jahr 1819 war er Gründungsmitglied der Sankt-Gallisch-Appenzellischen Gemeinnützigen Gesellschaft. Von 1835 bis 1839 amtierte er als deren Präsident und ab 1844 bis 1852 als deren Vizepräsident. Er war ein aktiver Referent und eigentliches Bindeglied zwischen St. Gallern und Appenzellern. Im Jahr 1823 war er Mitbegründer der Appenzellischen-Vaterländischen Gesellschaft. Diverse Referate, Reden und Aufsätze von Frei erschienen im Druck.

## Werke (Auswahl)
- Aufruf an die freien Männer des Landes Appenzelll A.Rh. zu einer Beisteuer für die bedrängten Griechen. St. Gallen 1822.
- Standrede, den 26. Brachmonat 1834 auf der Richtstätte in Trogen bei der Hinrichtung des unglücklichen Johannes Fischbacher von Hemberg gehalten. Trogen 1834.
- Standrede, den 30. April 1846 auf der Richtstätte in Trogen bei der Hinrichtung des unglücklichen Johannes Graf von Heiden gehalten von Pfarrer Frei. Nebst einem kurzen Lebensabriss des Delinquenten, dem vom Landschreiber abgelesenen Verzeichnisse seiner Verbrechen und seinem Urtheil. Trogen: Schläpfer 1846.
- Standrede, den 25. Febr. 1851 auf der Richtstätte in Trogen bei der Hinrichtung des unglücklichen H[an]s Konrad Frischknecht von Schwellbrunn. Trogen: Schläpfer 1851.